# 276 Adelheid
A 276 Adelheid a Naprendszer kisbolygóövében található aszteroida. Johann Palisa fedezte fel 1888. április 17-én.